# Limnodromus semipalmatus
La agujeta o aguja asiática (Limnodromus semipalmatus) es una especie de ave caradriforme de la familia Scolopacidae.

## Descripción
Los adultos tienen patas oscuras, y el pico recto largo y oscuro, algo más corto que el de la agujeta escolopácea (Limnodromus scolopaceus). El cuerpo es de color marrón en la parte superior y rojizo por debajo en el plumaje de reproducción. La cola tiene un patrón barrado blanco y negro. El plumaje de invierno es en gran parte gris.

## Distribución
Su hábitat de reproducción son los humedales cubiertos de hierba en el norte del interior de Asia. Migra al sureste de Asia y tan al sur como el norte de Australia en el invierno, aunque las áreas tanto de reproducción como de invernada son poco conocidas. Se halla siempre en las costas durante la migración e invernada. Se alimentan mediante sondeo en aguas poco profundas o en el barro húmedo. Come principalmente insectos, moluscos, crustáceos y gusanos marinos, pero también de un poco de material vegetal.